# Oración de la Sagrada Llaga en el hombro de Jesús
La Oración de la Santa Herida al Hombro de Jesús fue compuesta por San Bernardo de Claraval.

## Historia
En la oración, el santo preguntó a Jesús cuál había sido el mayor dolor que había sufrido en su cuerpo durante su Pasión, y recibió esta respuesta:

Tenía una llaga en el hombro, de tres dedos de profundidad, y tres huesos descubiertos para llevar la cruz. Esta llaga me dio mayor dolor y pena que todas las demás y no es conocida por los hombres. Pero fue revelada a los fieles cristianos y sepan que cualquier gracia que me pidan en virtud de esta herida les será concedida, y a todos aquellos que por amor a ella me honren con tres Padre Nuestro, Ave María y Gloria al Padre al día, les perdonaré los pecados veniales, no me acordaré más de los mortales y no morirán de muerte súbita y a punto de morir serán visitados por la Santísima Virgen y alcanzarán aún la gracia y la misericordia.

## Oración
La oración compuesta es la siguiente:

 Amado Señor Jesucristo, mansísimo Cordero de Dios, yo, pobre pecador, adoro y venero tu Santísima Herida, que recibiste en tu hombro al llevar al Calvario la pesadísima Cruz en la que se descubrieron tres sacratísimos Huesos, soportando en ella inmensos dolores: Te suplico que, en virtud y por los méritos de dicha Herida, te apiades de mí perdonándome todos mis pecados, tanto mortales como veniales, y me asistas en la hora de mi muerte, y me conduzcas a tu bendito Reino. Amén.

Luego se reza tres veces la siguiente secuencia de oraciones: Padre Nuestro, Ave María, Gloria al Padre.

## Revelaciones del Padre Pío
El Padre Pío también veneraba la Santa Herida en el hombro de Jesús y la sufrió en su propio cuerpo como un estigma. Según Stefano Campanella, autor de El Papa y el Fraile El papa Juan Pablo II visitó al Padre Pío cuando era sacerdote y le preguntó qué herida era la más dolorosa. El padre Wojtyla esperaba que fueran los estigmas de su lado. Pero el santo respondió: Es mi herida en el hombro, que nadie conoce y nunca ha sido tratada.